# 마리나 도리아
마리나 리콜피도리아(이탈리아어: Marina Ricolfi-Doria, 1935년 2월 12일 ~ )는 스위스의 전직 수상 스키 선수이다. 그녀는 1955년과 1957년에 세계 수상 스키 선수권 대회에 3번 참가하여 금메달을 땄다. 그녀는 1953년부터 1956년까지 연속으로 유럽 수상 스키 선수권 대회에서 종합 우승을 차지했고 5번의 스위스 국내 타이틀을 획득했다. 그녀는 1991년에 국제 수상 스키 연맹 명예의 전당에 헌액되었다.
그녀는 나폴리의 왕자 비토리오 에마누엘레 디 사보이아의 미망인으로, 이탈리아의 마지막 왕이자 왕비인 움베르토 2세와 벨기에의 마리조제의 아들이다. 그들 사이에는 베네치아의 왕자인 에마누엘레 필리베르토 디 사보이아라는 아들이 있다.